# Wróblewski (krater księżycowy)
Wróblewski – krater na powierzchni Księżyca o średnicy 21 km, położony na 24° szerokości południowej i 152,8° długości wschodniej.
Decyzją Międzynarodowej Unii Astronomicznej w 1976 roku został nazwany imieniem polskiego fizyka Zygmunta Wróblewskiego.